# Elga Olga Svendsen
Elga Olga Svendsen (14 de abril de 1906 – 26 de julio de 1992) fue una actriz y cantante de nacionalidad danesa.

## Biografía
Su nombre completo era Elga Olga Nancy Svendsen, y nació en Copenhague, Dinamarca, siendo sus padres la cantante y actriz Olga Svendsen y el actor Holger Reenberg. Era medio hermana del actor Jorgen Reenberg y de la directora y fotógrafa Annelise Reenberg. Debutó en el año 1932 actuando en una revista veraniega, dedicando buena parte de su carrera a trabajar en dicho género. Así, tuvo muchos papeles con las Revistas Holstebro, las Randers Revyen, y un largo compromiso con la Cirkusrevyen, con la cual lanzó en 1953 el espectáculo Solitudevej, de gran repercusión. También actuó en el Teatro Casino, el Betty Nansen Teatret, el Fonix Teatret, el Norrebros Teater y el Rode Kro Teater. 
Se casó dos veces, primero con un sastre, y después con un peluquero, matrimonio que duró más de cincuenta años. Tuvo una hija, Jytte Elga Olga, también actriz.
Elga Olga Svendsen falleció en Frederiksberg, Dinamarca, en el año 1992. Fue enterrada en el Cementerio Søndermark Kirkegård.

## Selección de su filmografía
- 1937 : Flådens blå matroser
- 1941 : Thummelumsen
- 1947 : Lykke på rejsen
- 1951 : Vores fjerde far
- 1952 : Kærlighedsdoktoren
- 1958 : Krudt og klunker
- 1967 : Mig og min lillebror
- 1976 : Affæren i Mølleby
- 1976 : Brand-Børge rykker ud
- 1983 : Zappa
- 1984 : Tro, håb og kærlighed